# Helge Häger
Helge Häger (* 15. April 1938 in Zabenstedt; † 23. September 2003) leitete von 1980 bis 1990 als Generaldirektorin das VEB Braunkohlenkombinat Bitterfeld.

## Leben
Häger wurde als Tochter eines Bergmanns 1938 geboren. Nach der achtklassigen Schule absolvierte sie ab 1952 im Lehrkombinat Mücheln eine Lehre zum Betriebsschlosser. In diesem Beruf arbeitete sie dort bis 1955. Anschließend wurde sie zu einem Studium an die Bergingenieurschule Senftenberg delegiert, welches sie 1958 als Ingenieur für Kohleveredlung abschloss. Danach wurde sie zunächst als Assistent in diversen Brikettfabriken eingesetzt, bevor sie ab 1959 das Technische Kontrollorgan (TKO), also das betriebliche Qualitätssicherungssystem, im VEB Braunkohlenwerk »Gustav Sobottka« Röblingen leitete. In dieser Funktion war sie direkt dem Werkdirektor unterstellt. 1962 konnte sie die SED zum Parteieintritt bewegen. Ein Jahr später wechselte Häger zur VVB Braunkohle Halle, der Vereinigung der volkseigenen Betriebe der Braunkohleförderung und -verarbeitung im gesamten Bezirk Halle, bei der sie nun für Qualitätssicherung zuständig war. 1968 wechselte Häger zum VEB Braunkohlenkombinat Geiseltal, bei dem sie bis 1971 als Direktorin für Absatz und Bilanzierung wirkte. 1975 wurde sie schließlich mit der Leitung des Geiseltaler Kombinates als Generaldirektorin betraut. Bis 1980 leitete sie dieses Kombinat, bei dem 8000 Beschäftigte tätig waren. Anschließend wechselte sie auf den Führungsposten als Generaldirektorin des VEB Braunkohlenkombinat Bitterfeld, das in allen kombinatseigenen Betrieben 49.000 Werktätige beschäftigte. Damit leitete Häger einen der größten Energielieferanten, aber auch einen der größten Umweltverschmutzer der DDR. Wegen der Bedeutung des Kombinates für den gesamten Bezirk Halle gehörte Häger ab 1981 bis 1989 der SED-Bezirksleitung Halle an. Zudem stellte sie die SED 1981 erstmals als Kandidatin zu den Volkskammerwahlen auf. Nach der Wahl war sie bis 1990 für zwei Wahlperioden Volkskammerabgeordnete.

## Ehrungen
- 1979 Verdienter Bergmann der DDR[2]